# Gliese 752
Gliese 752 eller HD 180617, är en dubbelstjärna belägen i den mellersta delen av stjärnbilden Örnen. Den har en skenbar magnitud av ca 9,1 och kräver ett mindre teleskop för att kunna observeras. Baserat på uppmätt parallax enligt Gaia Data Release 3 på ca 169,0 mas beräknas den befinna sig på ett avstånd av ca 19,3 ljusår (ca 5,9 parsec) från solen. Den rör sig bort från solen med en heliocentrisk radialhastighet av ca 35 km/s. Stjärnparet bildar en dubbelstjärna separerad med ca 74 bågsekunder (ca 434 AE). Systemet är också känt för sin höga egenrörelse på ca 1 bågsekund per år.

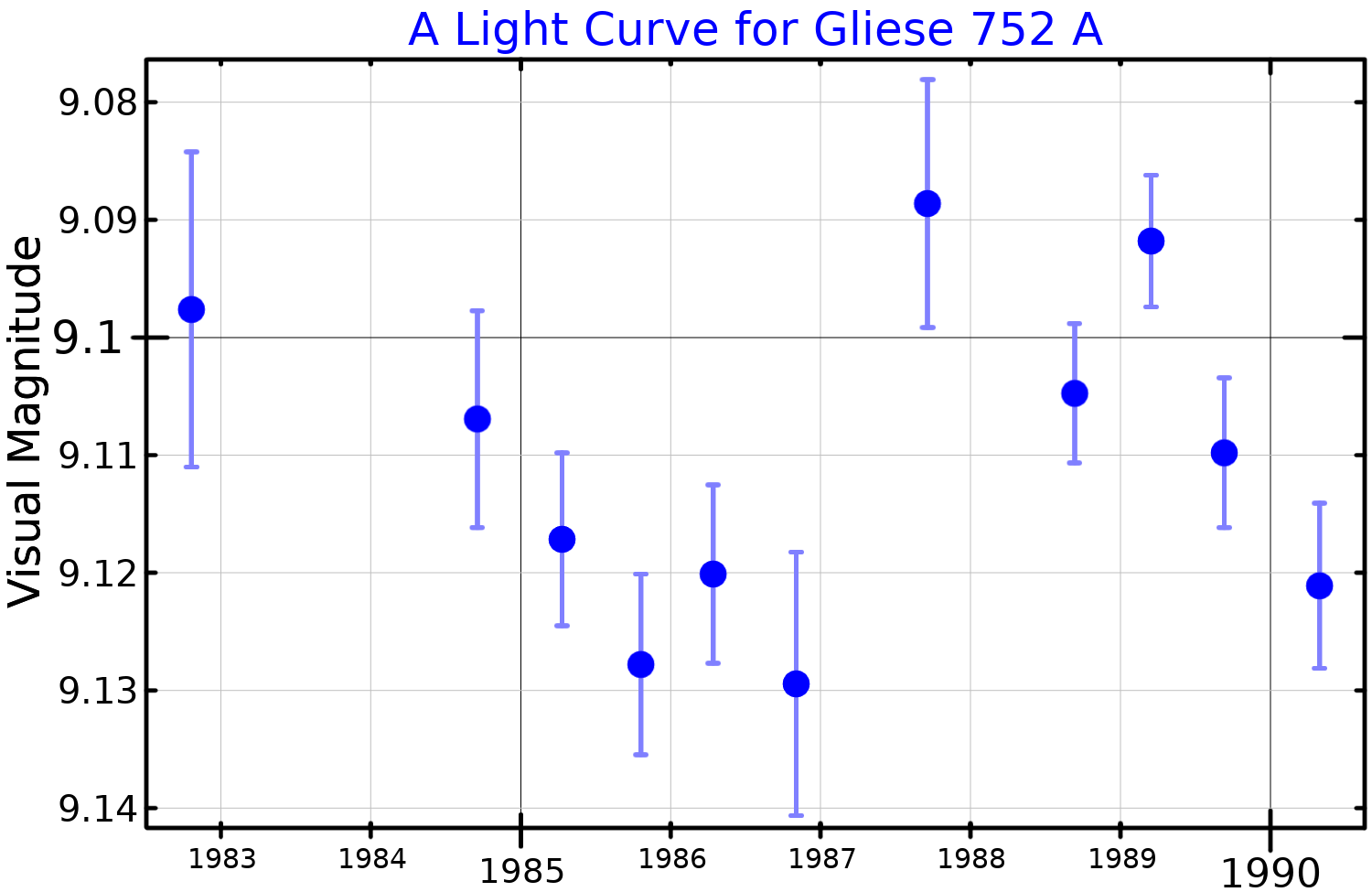
Ljuskurva i visuella bandet för Gliese 752 A, plottad från Weis (1994)

## Gliese 752 A egenskaper
Primärstjärnan Gliese 752 A, även känd som Wolf 1055, är en röd dvärg av spektraltyp M2.5 med ungefär hälften så stor och massa som solen och betydligt svalare med en effektiv temperatur av ca 3 530 K. Stjärnan observerades först som en stjärna med hög egenrörelse av den tyske astronomen Max Wolf med hans banbrytande användning av astrofotografering. Han lade till denna stjärna i sin omfattande katalog över sådana stjärnor 1919. Den är en BY Draconis-variabel med variabelnamnet V1428 Aquilae, och är utsatt för utbrott.

## Planetsystem
I augusti 2018 meddelade en grupp forskare, baserat på mätningar gjorda med CARMENES-spektrografen på Calar Alto-observatoriet i Spanien, att de hade upptäckt en exoplanet som kretsar kring den större av stjärnorna, HD 180617 (Gliese 752 A). Mätningarna anger närvaro av en planet med en minsta massa jämförbar med Neptunus i en bana delvis belägen inom den beboeliga zonen.
| Planet | Massa             | Halv storaxel (AE) | Siderisk omloppstid (d) | Excentricitet | Inklination | Radie |
| ------ | ----------------- | ------------------ | ----------------------- | ------------- | ----------- | ----- |
| b      | ≥12,214 ± 1,05 M🜨 | 0,343 ± 0,004      | 105,911 ± 0,109         | 0,101 ± 0,053 | -           | -     |

## Gliese 752 B egenskaper

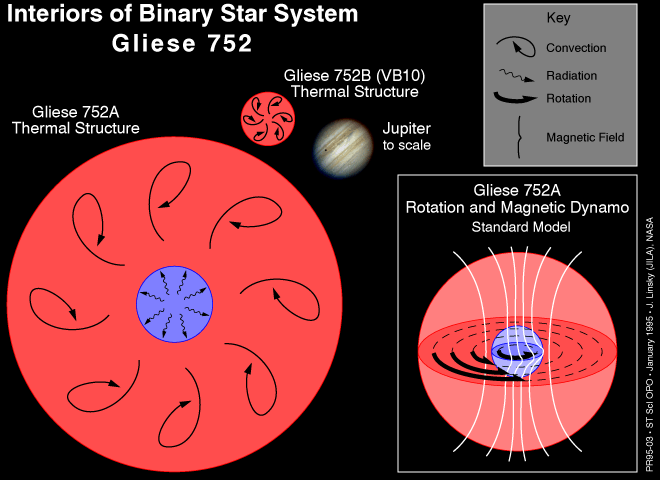
Diagram som visar de relativa storlekarna och de interna dynamiska processerna för de två Gliese 752-stjärnorna

Gliese 752 var inte känd som en dubbelstjärna förrän George Van Biesbroeck 1944 upptäckte en liten, svag följeslagare. Stjärnan identifieras som VB 10 i Van Biesbroecks stjärnkatalog. Denna stjärna är känd för sin mycket låga massa. Med sin 0,08 solmassa är den nära den nedre massgränsen för en stjärna. Den är också ganska liten med en radie av ca 0,1 solradie. Stjärnan är en röd dvärg av spektraltyp M8V, känd för sin mycket låga luminositet (en av de minst lysande stjärnorna som hittills observerats) med en absolut magnitud på nästan 19, på grund av dess mycket svala yttemperatur på endast 2 600 K. Det är en variabel stjärna av UV Ceti-typ med variabelnamnet V1298 Aquilae, som är utsatt för utblossningshändelser och delar egenrörelsen och tendensen till utbrott med primärstjärnan.
År 2009 tillkännagavs upptäckten av den exoplaneten VB 10b i omloppsbana kring stjärnan. En efterföljande spektrografisk undersökning kunde dock inte bekräfta närvaron av några stora planeter i omloppsbana kring stjärnan.

## Magnetfält
År 1994 observerade Hubbleteleskopet ett utbrott på Gliese 752 B. Detta tyder på att stjärnan har ett starkt magnetfält, vilket kom som en överraskning för astronomer. Tidigare hade man antagit att röda dvärgar med låg massa skulle ha obetydliga eller obefintliga magnetfält. Dessa små dvärgar antas sakna den strålningszon strax utanför stjärnans kärna som skapar de magnetfältsskapande dynamoer i mer massiva stjärnor som vår sol. Icke desto mindre tyder upptäckten av solutbrott på att en ännu okänd process gör det möjligt för stjärnor med låg massa att producera tillräckligt med magnetfält för att driva sådana utbrott, även om det enbart sker genom konvektion, utan en strålningskärna.